# ポール・W・キャラウェイ
ポール・ワイアット・キャラウェイ（Paul Wyatt Caraway、1905年12月23日 - 1985年12月13日）は、アメリカ陸軍の軍人で、最終階級は陸軍中将であった。1961年2月16日から1964年7月31日まで第3代琉球列島高等弁務官を務めた。退任までの3年半、沖縄の軍政府支配の絶対権力者のシンボルとなり、「キャラウェイ旋風」の異名を残した。

## 人物
1905年12月23日、アーカンソー州ジョーンズボロ で父・サディアス（英語）と母・ハッティ（英語）の間に生まれた。三人兄弟の一人であり、兄弟の名はフォレストとロバートで、後にフォレストはポールと同じくアメリカ陸軍将官となった。両親はともにアーカンソー州選出のアメリカ合衆国上院議員を務め、母は女性で初めて選挙により選出された上院議員である。彼はジョージタウン大学を卒業し、1933年弁護士の資格を取得した。軍を退役した彼は、1965年から1968年の間アーカンソー州のハーバー・スプリングスで弁護士を開業し、その後ワシントンD.C.のベンジャミン・フランクリン大学で教鞭を執った。彼はメリーランド州で晩年を送ったとされる。
彼は小柄であったため、"Small Paul Caraway"と呼ばれ、趣味は銃の収集のみで、有名な仕事中毒者であった。アメリカ陸軍軍史研究所にはキャラウェイの陸軍士官学校在籍時代から退役時までに関する文書と写真を保管し、またフーヴァー戦争・革命・平和研究所には1953年から1964年までの彼の記録を含む論文が所蔵されている。

## 軍歴
1929年に陸軍士官学校を卒業し、同年少尉に任命された。1935年から1937年、中国・天津で第15歩兵連隊に服した。また、1938年から1942年、陸軍士官学校で法律を教えた。
1942年から1944年、アメリカ合衆国陸軍省の参謀幕僚を務め、第二次世界大戦中のCBI（中国・ビルマ・インド）戦線で陸軍参謀長アルバート・C・ウェデマイヤー大将の補佐として仕えた。1945年に陸軍准将へ昇進し、陸軍から殊勲章が授与された。戦時中多数の役職を持っていたにもかかわらず、彼は一度も戦闘を経験したことがなかった。
1945年から1946年は中国・重慶で軍事連絡部の将官として指揮し、1947年には国防大学の教官、1950年にはイタリア・トリエステの部署に配置された。また、当時のアメリカ合衆国副大統領リチャード・ニクソンと同行し、アジアの国々へ外交任務を行った。
1955年8月から1956年4月まで、韓国で第7歩兵師団の指揮を執り、1957年から1958年までは在日米軍本部で参謀幕僚を務めた。1964年には2度目の殊勲章と同じ勲章を重ねて受領したことを意味する樫葉章が与えられ、陸軍中将に昇進した。朝鮮戦争後は陸軍研究開発局局長に任命された。1964年には陸軍中将として退役した。

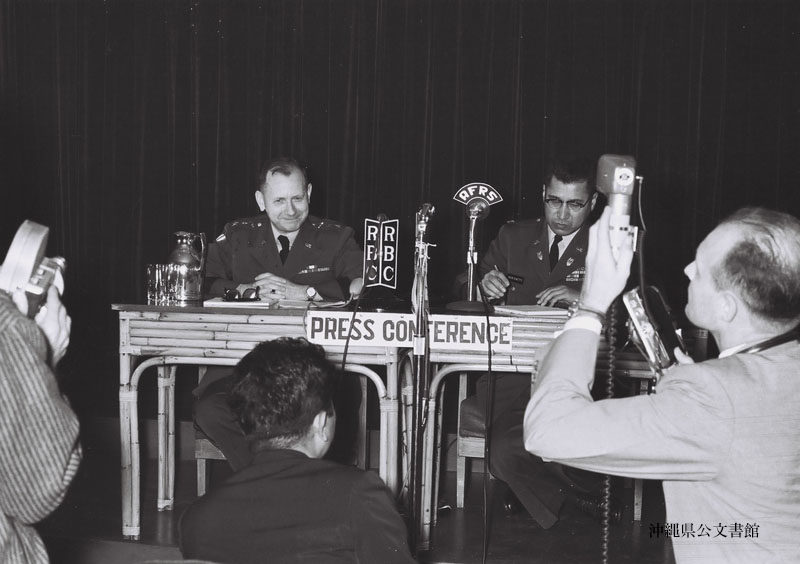
1961年2月14日、沖縄での最初の記者会見。

## 高等弁務官時代

### キャラウェイ旋風
キャラウェイは1961年2月16日から1964年7月31日まで第3代琉球列島高等弁務官を務めた。しかし、アメリカ上院議会が彼の中将昇進を未だ承認していないにもかかわらず、沖縄に到着した彼は中将の証である3つ星勲章を身に着けていた。これは沖縄住民に強い印象を与えた。
キャラウェイは、沖縄は中国に対する防衛のため、アメリカ軍支配における重要な地域であると考え、さらにアメリカ軍による占領は、沖縄にとって前向きな力になると信じた。沖縄経済は彼の支配下で成長し、沖縄が日本復帰すれば権威主義者による支配や沖縄住民に対する差別が行われると考えた。キャラウェイは沖縄の政治家は有能とみなしたが、彼らとは対等な立場にないと考えた。
彼は電力価格の値下げ、また著名な銀行の幹部を詐欺の容疑で逮捕するなど沖縄の金融業界の改革を行った。実際にはキャラウェイ本人が行った命令ではなく、高等弁務官命令という名目で琉球政府が金融機関への不正摘発に踏み切ったとされる。占領下における銀行・水道・電力・石油事業は実質的には「米国民政府の独占経営」状態だったといわれており、これらの沖縄での事業から得られる収益の一部は「弁務官資金」としてストックされ、親米派の政治家にばらまかれる仕組みになっていた。彼は住民による自治運動を厳しく鎮圧し、カリフォルニアの当時の地元紙は「左翼組織からは非難を受けたが、沖縄の外国の実業家からは賞賛された」と伝えている。
本土復帰を望む運動には鎮圧をさしむけ、琉球政府の存在を軽視し、立法院が議決した法案にはつぎつぎと拒否権を発動した。また沖縄の議員選挙に介入しては人民党候補者の候補資格を失効させ、また、軍雇用者の採用には厳しく思想調査をおこない、反米と見なされれば容赦なく追放された。「高等弁務官」という強大な権限をふりまわす行為は、住民からはキャラウェイ旋風と呼ばれた。1963年3月5日、当時、沖縄の鹿鳴館と呼ばれていた那覇市のハーバービュー・クラブにおける金門クラブ月例会で、「沖縄住民による自治は神話に過ぎない」「琉球政府への権限委譲は行政命令にも規定し、努力も払われているが現在の琉球政府の状態ではまだまだ」と発言し、住民らによる自治を否定した。
大城将保は、米大統領行政命令によって「高等弁務官」に与えられた権限は絶大なもので、①裁判の移送権、②法令の公布・立法の拒否権、③公務員の罷免権、④刑の執行の停止・恩赦、⑤安全保障上必要な場合のすべての権限の行使を含み、これらを縦横無尽に行使すれば、いとも簡単に「80万沖縄住民は基本的に専制支配のもとで無権利状態におかれる」ということを歴史的に実証したものだと指摘する。
キャラウェイは、彼が 5 Fools と呼んだ地元紙を侮蔑していたが、閉じられた占領地の状況が、Tokyo 6 と呼んだ日本「本土」の時事、共同両通信、朝日、読売、毎日各新聞、NHKの特派員らに伝わることを何よりも警戒していたという。米国民政府はボーローポイント基地などに傍受のための外国放送情報局 (FBIS) や CIA の拠点を持ち、住民の動向から地元メディア、さらに本土のメディアまで傍受し記録していたことが情報公開でわかっているが、このように、沖縄占領を持続するためには、日本の「無関心」が必要だということをキャラウェイはよく意識していた。

### ライシャワー駐日大使との対立
キャラウェイは当時の駐日アメリカ合衆国大使エドウィン・O・ライシャワーと対立し、大使館からの重要な情報を伝達せずに保留することが暫し行われた。ライシャワーは当時のアメリカ合衆国大統領ジョン・F・ケネディの沖縄に自治権を与える計画に支持し、日本政府に沖縄へより大きな財政援助を行うことを容認した。キャラウェイはこれら全ての措置に反対し、彼らが沖縄に存在する戦略的に重要なアメリカ軍基地を奪うのではないかと信じた。ライシャワーの回顧録に、彼はキャラウェイを「頑固な男（bull-headed man）」、「独裁者（autocratic）」と批判し、またキャラウェイが解雇された際には、「彼は役に立たない。彼は厄介者で、自分自身は何でも知っていると思っていたようだが、実際何も知らなかった。」と述べている。キャラウェイは、ライシャワーは日本と陰謀を企て、沖縄からアメリカ軍を力ずくで追い出そうとしたと非難した。1962年ケネディ大統領は沖縄を日本に復帰させる意欲を示した。このケネディの政策により、立法院を拒否権で抑え込んだキャラウェイの権力は制限された。
1963年3月にキャラウェイは演説で、「沖縄の自治権を強く欲する住民は、彼ら自身で政治を行う能力は無い。」と発言し、政府職員の多くは彼の解任を要求した。同年に起きた渇水により、ダム貯水率が40%よりも下回った際、キャラウェイは取水制限を行った。1964年8月1日、彼は高等弁務官を退き、次代のアルバート・ワトソン2世に引き継がれた。

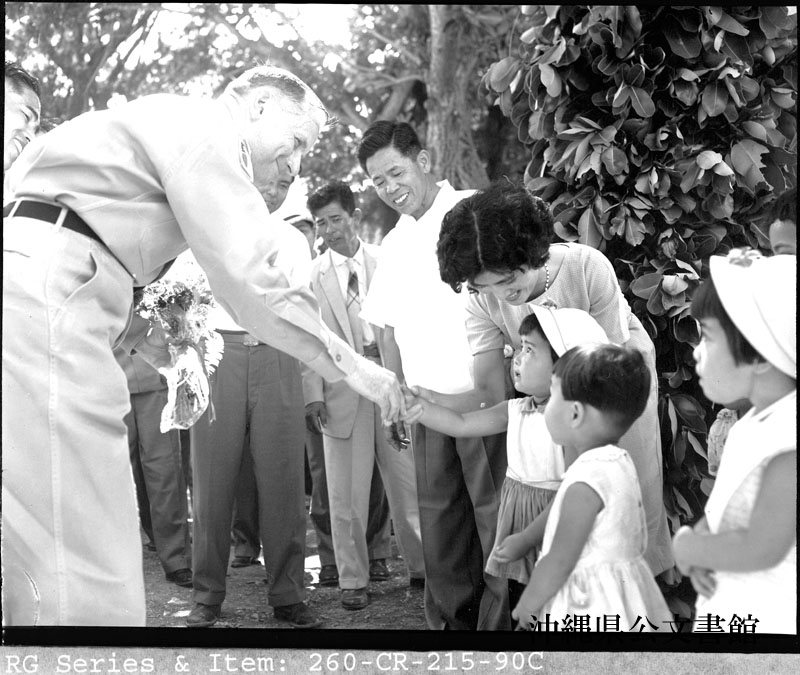
キャラウェイ高等弁務官の大東島訪問 (1961年6月8日)

### 南大東島における評価
南大東島は沖大東島と同様に私企業が所有する「社有島」であり、地籍がなかった。南大東島の全島を所有していたのは大日本製糖であり、戦後も小作農として従属を強いられていた島民たちは、会社が労働者を募集する際に確約していたはずの住民の土地所有権を主張し闘った。キャラウェイは南大東島を訪問した際に、島民からこの闘争を直訴されると、これを仲介し、1964年7月30日には島の住民への土地の払い下げを実現させた。
これらの理由により、強権的な圧政で恐れられた沖縄島と異なり、南大東島においては「島に民政を根付かせた立役者」として評価されており、島内には顕彰する胸像も建てられている。

## その他
- 2015年4月６日: 翁長雄志知事当選後、面談を拒絶していた菅官房長官が就任後初めての会談をもった場所がハーバービュー・クラブだった。その会談後、翁長知事は、菅官房長官が沖縄に対して再三使う「粛々と」という言葉を、キャラウェイの「沖縄の自治は神話にすぎない」の言葉と重なる、と批判した[35][36]。それは1963年のキャラウェイ高等弁務官と2015年の菅官房長官の沖縄に対する姿勢がハーバービュークラブの歴史を背景に重なった言葉であった。
- 西銘順治元那覇市長がキャラウェイに贈ったとみられる大嶺政寛の沖縄の風景画がアメリカで見つかった。キャラウェイが手放し、ワシントンにある日本料理店のオーナーが古物店で売られていたのを知らずに購入し裏書から判明した[37]。

## 参考項目
琉球政府 > 琉球列島高等弁務官 > キャラウェイ旋風